# Karen Velez
Karen Velez, född 27 januari 1961 i Rockville Centre, New York, USA, död 
2 juli 2023, var en amerikansk fotomodell. Hon utsågs till Playboys Playmate of the Month för december 1984 och till Playmate of the Year för 1985.